# دة عاشوري
دة عاشوري هي قرية في مقاطعة سميرم، إيران. يقدر عدد سكانها بـ 127 نسمة بحسب إحصاء 2016.